# Курмашева, Алсу Хамидовна
Алсу Хамидовна Курмашева (тат. Кормашева Алсу Хәмид кызы; род. 1 сентября 1976, Петропавловск) — татарская журналистка татаро-башкирской службы Радио «Свобода», правозащитница. Правозащитный центр «Мемориал» признал Курмашеву политической заключённой.

## Биография
Родилась 1 сентября 1976 года.
Алсу Курмашева окончила Казанский федеральный университет, получив специальность филолога. Также она окончила Нью-Йорский университет в Праге по специальности «деловое администрирование».
Замужем за директором русскоязычного, пражского телеканала «Настоящее время», Павлом Буториным. Есть двое дочерей.
С 1998 года до ареста летом 2023 года работала и проживала с семьёй в Праге. 
Имеет гражданство России и США.

## Профессиональная деятельность
С 1998 года — редактор татаро-башкирской службы «Радио Свободная Европа/Радио Свобода» (РСЕ/РС). Ее работа посвящена проблемам, с которыми сталкиваются этнические и религиозные меньшинства, в том числе поволжские и крымские татары. 
В 2014 году опубликовала интервью с Мустафой Джемилевым, депутатом Верховной Рады Украины и главой Меджлиса крымских татар, в котором он критиковал аннексию Крыма. Продолжая работу в этом направлении, она, в сотрудничестве с Idel.Realii, выпустила в ноябре 2022 года книгу «Нет войне».

## Арест
Курмашева въехала в Россию 20 мая 2023 года по семейным обстоятельствам. Во время ожидания обратного рейса 2 июня в аэропорту Казани она была задержана. У неё конфисковали паспорт, не дав ей возможности покинуть страну. 11 октября была оштрафована на 10 000 рублей за отсутствие регистрации второго гражданства.
Пока Курмашева ждала возврата паспортов, 18 октября 2023 года была вновь задержана по обвинению в отказе регистрироваться в качестве иноагента. Согласно СМИ, предполагалось, что она собирала информацию о военной деятельности России и передавала ее иностранным источникам.
Комитет по защите журналистов выразил глубокую обеспокоенность в связи с задержанием Курмашевой и заявил, что «журналистика не является преступлением». Госдепартамент США предположил, что задержание Курмашевой является случаем намеренного преследования граждан США со стороны России.
12 декабря стало известно, что против Курмашевой возбуждено дело по «закону о фейках» о российской армии. В июле 2024 года Курмашева была приговорена к 6,5 годам лишения свободы по «закону о фейках» о российской армии. Обвинения были связаны с книгой «Нет войне. 40 историй россиян, выступающих против вторжения в Украину», в которой были собраны монологи жителей Поволжья, которые протестовали против войны с Украиной.

### Обмен
1 августа 2024 года освобождена в рамках обмена заключённых между российским государством и западными странами.

## Награды
- В 2024 году Алсу Курмашева стала лауреатом Международной премии за свободу прессы[23].